# Квалификације за Конкакафов шампионат у фудбалу за жене 2014.
Квалификације за Конкакафов шампионат у фудбалу за жене 2014. биле су серија турнира женских фудбалских репрезентација који су одредили учеснике за Конкакафов шампионат у фудбалу за жене 2014. Двадесет осам репрезентација је ушло у квалификације за 6 слободних места, али су три репрезентације одустале пре него што су одиграле иједан меч. Квалификације су организовали Конкакаф, Централноамерички фудбалски савез (УНКАФ) и Фудбалски савез Кариба (КФУ). Пошто је Конкакафово првенство за жене 2014. служило и као квалификациони турнир Конкакафа за Светско првенство у фудбалу за жене 2015., квалификације за првенство су служиле и као прва квалификациона фаза за Светско првенство. Мартиник и Гвадалуп нису имали право на квалификације за Светско првенство, пошто су били само чланови Конкакафа, а не и ФИФА.

## Северна Америка (НАФУ)
Као домаћин, Канада се аутоматски квалификовала за Светско првенство 2015. године и није учествовала ни на Конкакафовом шампионату ни у квалификацијама за шампионат. Репрезентације САД и Мексика су имале слободно у квалификацијама и директно су ишле на шампионат.

## Централна Америка (УНКАФ)
Учествовало је свих седам земаља чланица и биле су подељене у две групе, у групу од 3 и групу од 4. Обе победнице група су се квалификовале за Конкакафов шампионат у фудбалу за жене. Победници група су се састали да би одредили једног квалификанта за женски фудбалски турнир Пан америчких игара 2015. Турнир је одржан у Гватемали (УТЦ−6).

### Група 1
| Pos | Тим       | О | П | Н | И | ГД | ГП | ГР  | Бод. | Qualification                                                      |
| --- | --------- | - | - | - | - | -- | -- | --- | ---- | ------------------------------------------------------------------ |
| 1   | Гватемала | 3 | 3 | 0 | 0 | 9  | 2  | +7  | 9    | Конкакафов шампионат у фудбалу за жене Плеј-оф за Панамеричке игре |
| 2   | Панама    | 3 | 2 | 0 | 1 | 17 | 3  | +14 | 6    |                                                                    |
| 3   | Хондурас  | 3 | 1 | 0 | 2 | 11 | 7  | +4  | 3    |                                                                    |
| 4   | Белизе    | 3 | 0 | 0 | 3 | 1  | 26 | −25 | 0    |                                                                    |

| Хондурас | 8 : 0    | Белизе |
| --- | -------- | ------ |
| Хени Аларкон 2’, 34’, 45’, 58’ · Фани Родригез 13’ · Валеска Амаја 25’ · Венди Уманзор 28’ · Марисела Кастељон 36’ | Извештај |        |

| Гватемала            | 1 : 0    | Панама |
| -------------------- | -------- | ------ |
| Марија Монтеросо 24’ | Извештај |        |

| Белизе           | 1 : 13   | Панама |
| ---------------- | -------- | --- |
| Курша Полард 17’ | Извештај | Кандес Џонсон 6’ · Наоми Гамбоа 7’ (а.г.) · Наталија Милс 31’ · Марта Кокс 38’, 55’, 71’, 82’ · Сотиљо 59’ · Амерелис Де Мера 69’, 90’, 90+2’ · Доу 73’ · Шенди Вернон 77’ (а.г.) |

| Гватемала                                                       | 3 : 2    | Хондурас                       |
| --------------------------------------------------------------- | -------- | ------------------------------ |
| Коралиа Монтеросо 8’ · Мариа Монтеросо 45+1’ · Диана Барера 77’ | Извештај | Хени Аларкон 61’ · Али Хал 85’ |

| Панама                                             | 4 : 1    | Хондурас                   |
| -------------------------------------------------- | -------- | -------------------------- |
| Наталија Милс 18’ · Амарелис Де Мера 22’, 66’, 72’ | Извештај | Валеска Амаја 90+3’ (пен.) |

| Гватемала                                                                                      | 5 : 0    | Белизе |
| ---------------------------------------------------------------------------------------------- | -------- | ------ |
| Дијана Барера 10’, 32’ · Кристијана Рекинос 55’ · Рамирез 72’ (а.г.) · Ана Луција Мартинез 77’ | Извештај |        |

### Група 2
| Pos | Тим       | О | П | Н | И | ГД | ГП | ГР | Бод. | Qualification                                                      |
| --- | --------- | - | - | - | - | -- | -- | -- | ---- | ------------------------------------------------------------------ |
| 1   | Костарика | 2 | 2 | 0 | 0 | 7  | 0  | +7 | 6    | Конкакафов шампионат у фудбалу за жене Плеј-оф за Панамеричке игре |
| 2   | Салвадор  | 2 | 1 | 0 | 1 | 2  | 4  | −2 | 3    |                                                                    |
| 3   | Никарагва | 2 | 0 | 0 | 2 | 0  | 5  | −5 | 0    |                                                                    |

| Никарагва | 0 : 2    | Салвадор                                   |
| --------- | -------- | ------------------------------------------ |
|           | Извештај | Франциска Гонзалез 67’ · Дамарис Келез 86’ |

| Салвадор | 0 : 4    | Костарика                                                                         |
| -------- | -------- | --------------------------------------------------------------------------------- |
|          | Извештај | Венди Акоста 15’ · Ракел Родригез 43’ · Катерин Алварадо 50’ · Ликси Родригез 51’ |

| Костарика                                                          | 3 : 0    | Никарагва |
| ------------------------------------------------------------------ | -------- | --------- |
| Ракел Родригез 14’ · Катерин Алварадо 19’ · Глориана Виљалобос 72’ | Извештај |           |

### Плеј-оф за Панамеричке игре
| Гватемала | 0 : 3    | Костарика                                        |
| --------- | -------- | ------------------------------------------------ |
|           | Извештај | Катерин Алварадо 13’ · Ракел Родригез 35’, 90+2’ |

### Стрелци
6. голова
- Амарелис Де Мера

5. голова
- Хени Аларкон

4. гола
- Ракел Родригез
- Марта Кокс

## Квалификоване репрезентације
| Северноамеричка зона - Мексико (аутоматски) - Сједињене Државе (аутоматски, домаћин) | Централноамеричка зона - Гватемала - Костарика | Карипска зона - Тринидад и Тобаго - Јамајка - Хаити - Мартиник |